# الدستور التركي لعام 1924
الدستور التركي لعام 1924 ( بالتركية العثمانية : Teşkilât-ı Esasiye Kanunu ؛ (بالتركية: 1924 Türk Anayasası)‏) كان الدستور الأساسي لتركيا من عام 1924 إلى عام 1961. وقد حل محل دستور عام 1921 ، وصدقت عليه البرلمان التركي بعد إعلان الجمهورية في 29 أكتوبر 1923. تم التصديق عليها في 20 أبريل 1924. وظل ساري المفعول حتى انقلاب العسكري عام 1960 ، وبعد ذلك تم استبداله بدستور عام 1961 .

## ملخص
يتكون الدستور التركي لعام 1924 من 105 مواد وينقسم إلى ستة أقسام:
- القسم الأول - الأحكام الأساسية، المواد من 1 إلى 8: يصف القسم الأول المفاهيم الهيكلية الأساسية للحكومة التركية المنشأة حديثًا. وتضمنت هذه الأحكام إنشاء جمهورية تضع السلطة التشريعية والتنفيذية في أيدي البرلمان التركي لتركيا التي تمنح سلطة انتخاب رئيس تركيا . وتمتد السلطة القضائية إلى المحاكم المستقلة التي يقرها المجلس الوطني وفقا لقوانينها المعمول بها. كما تعلن الأحكام أن أنقرة هي العاصمة الوطنية ، وهي دين الدولة الإسلامي ، واللغة التركية هي اللغة الوطنية الرسمية.[1]
- القسم الثاني - السلطة التشريعية، المواد من 9 إلى 30: يحدد القسم الثاني القوانين الانتخابية للحكومة الجديدة، والقدرات التشريعية للبرلمان التركي ، وإجراءات انتخاب رئيس تركيا . يُمنح حق التصويت للمواطنين الأتراك الذين يبلغون من العمر 18 عامًا أو أكثر، ويجوز لمن يبلغون من العمر 30 عامًا أو أكثر الترشح لمناصب رسمية في الحكومة إذا استوفوا متطلبات المنصب.[2] وتجرى انتخابات أعضاء الجمعية الوطنية كل أربع سنوات ويحتفظ المنتخبون بمناصبهم حتى انتهاء فترة ولايتهم، ولا يتم إعادة انتخابهم أو إقالتهم بالتصويت بين أعضاء الجمعية.[3] وتمنح الجمعية الوطنية السلطة التشريعية الوحيدة، فضلا عن السيطرة على الميزانية الحكومية وإنشاء المعاهدات .[4]
- القسم الثالث - السلطة التنفيذية، المواد من 31 إلى 52: يحدد القسم الثالث الإجراءات الانتخابية لمنصب رئيس تركيا وحدود صلاحيات السلطة التنفيذية. ويتم انتخاب الرئيس كل أربع سنوات بعد انتخاب الجمعية الوطنية، ويتم انتخابه من قبل أعضاء الجمعية الوطنية الجديدة، ويتولى السلطة فور انتخابه.[5] يمنح هذا القسم أيضًا الرئيس سلطة الموافقة والاعتراض على التشريعات التي صاغتها الجمعية الوطنية، وتعيين وزراء حكومته ، ويمنح الرئيس سلطة على الجيش كقائد للقوات الأركان .[6]
- القسم الرابع - السلطة القضائية، المواد 53-67: يوضح القسم الرابع الهيكل الأساسي للسلطة القضائية في ظل الجمهورية الجديدة من خلال تحديد واجبات القضاة المعينين رسميًا وإنشاء محكمة عليا مكونة من 21 عضوًا. وتتكون هذه المحكمة العليا من 11 عضواً من محكمة الاستئناف و10 أعضاء من مجلس الدولة يتم انتخابهم للمحكمة العليا عن طريق أعضائهم. قرارات المحكمة العليا نهائية ولا يمكن أن تخضع للتأكيد أو النقض من قبل فروع السلطة الأخرى.[7]
- القسم الخامس – القانون العام للأتراك، المواد 68-88: يحدد القسم الخامس الحقوق والحريات العامة الممنوحة للشعب التركي في ظل الحكومة الجديدة. وتشمل هذه الحقوق حرية التعبير ، وحرية التجمع ، وحرية التنقل ، وحرية الاعتقاد .[8] يحدد هذا القسم أيضًا بشكل محدد مصطلح "أتراك" بطريقة قانونية ويضع أيضًا الأسس الأساسية لقوانين الضرائب التي سيتم استخدامها في ظل الجمهورية الجديدة.[9]
- القسم السادس – أحكام متنوعة، المسؤولون الحكوميون والموظفون، المالية، وتعديلات الدستور، المواد 89-105: يتضمن القسم الأخير من دستور عام 1924 أحكامًا تحدد المناطق التي تشكل الدولة التركية الجديدة، وتحدد أهلية المرشحين للمناصب في الوظائف الحكومية، وتحديد إجراءات إنشاء الميزانية الوطنية ، وتحديد الإجراء الذي يمكن من خلاله تقديم تعديلات على الدستور إلى الجمعية الوطنية.[10]

## التسلسل الزمني
ظل دستور عام 1924 ساريًا لمدة 36 عامًا من عام 1924 حتى عام 1961. خلال هذا الوقت، كان بمثابة الأساس للعديد من التغييرات الأساسية التي سعت إلى تحويل تركيا إلى جمهورية حديثة وعلمانية وديمقراطية.
- التصديق على الدستور في 20 أبريل 1924.
- أعلنت قائمة الأشخاص الـ 150 غير المرغوب فيهم في تركيا ، والتي تم التصديق عليها في 23 أبريل 1924 (تم تنقيحها في 1 يونيو 1924)، أن حوالي 150 شخصًا، كانوا يشغلون مناصب عليا داخل الحكومة أو كانوا من المؤيدين الشرسين للسلطان العثماني، غير مرغوب فيهم في تركيا. الجمهورية الجديدة.

## تعديلات
حدث التغيير الأول في 10 أبريل 1928، حيث تم تغيير، من بين أمور أخرى.
المادة 2 وتم حذف شرط "دين الدولة التركية هو الإسلام". تبع ذلك تغييرات أخرى في 10 و11 ديسمبر 1931 و1934 على التوالي. ونتيجة لذلك، مُنحت المرأة حق التصويت والترشح للانتخابات .
وفي عام 1937، تم تغيير الدستور مرتين. كرّس القانون رقم 3115 الصادر في 5 فبراير 1937 المبادئ الستة الأساسية للكمالية في الدستور.

## أنظر أيضا
- أتاتورك